# Gabby DeLoof
Gabrielle Marie (Gabby) DeLoof (Grosse Pointe, 13 maart 1996) is een Amerikaanse zwemster.

## Carrière
Bij haar internationale debuut, op de wereldkampioenschappen zwemmen 2019 in Gwangju, zwom DeLoof samen met Allison Schmitt, Melanie Margalis en Leah Smith in de series, in de finale sleepte Margalis samen met Simone Manuel, Katie Ledecky en Katie McLaughlin de zilveren medaille in de wacht. Voor haar aandeel in de series ontving DeLoof eveneens de zilveren medaille.

## Internationale toernooien
| Jaar | Olympische Spelen | WK langebaan                                    | WK kortebaan | PanPacs | Pan-Amerikaanse Spelen |
| ---- | ----------------- | ----------------------------------------------- | ------------ | ------- | ---------------------- |
| 2019 |                   | 4×200m vrije slag · DeLoof zwom enkel de series |              |         | geen deelname          |

## Persoonlijke records
Bijgewerkt tot en met 5 juli 2019
Langebaan
| Afstand         | Tijd    | Datum        | Plaats |
| --------------- | ------- | ------------ | ------ |
| 100m vrije slag | 54,41   | 5 juli 2019  | Napels |
| 200m vrije slag | 1.56,55 | 26 juli 2018 | Irvine |